# Begonia aguabuenensis
Begonia aguabuenensis es una especie de planta de la familia Begoniaceae. Esta begonia es originaria de Costa Rica. Fue descrita en 2012 por los botánicos Kathleen Burt-Utley (1944-) y John F. Utley (1944-).